# Piotr Skarga
Piotr Skarga Poweski (1536-1612), fue un jesuita, predicador, hagiógrafo y escritor polaco, sobresaliente figura de la Contrarreforma católica en Polonia.
Tras una difícil infancia en la que quedó huérfano a muy corta edad, se formó en la Universidad Jagellónica de Cracovia, y tras ordenarse sacerdote marchó a Roma, donde ingresó en la Compañía de Jesús. Retornado al reino, y establecido en Vilna logró gracias a su elocuencia convertir a muchos protestantes a la fe católica. En 1579, se convirtió en primer rector de la Universidad de Vilna, creada a partir de la academia jesuita allí existente anteriormente. De gran austeridad y alabado por sus virtudes fue nombrado después capellán del rey Segismundo III Vasa, donde continuó, a través de sus sermones, combatiendo de forma enérgica y militante al protestantismo, así como también la degradación de las costumbres en la corte real.
Su faceta como escritor es no menos significativa, y destacan entre sus abundantes obras centradas mayoritariamente en aspectos de la Historia de la Iglesia y literatura apologética, los Kazania sejmowe (Ocho sermones en el Sejm, 1597), que se dice fueron pronunciados ante el Rey y la Dieta, y considerados modélicos en su género. También son notables sus Vidas de los Santos (Żywoty świętych) ampliamente leídas a lo largo de los siglos.